# Кравченко Ілля Володимирович
Ілля Володимирович Кравченко (8 серпня 2000) — український легкоатлет, що спеціалізується у стрибках з жердиною, чемпіон Європи серед юніорів.

## Виступи на основних міжнародних змаганнях
| Рік  | Чемпіонат                      | Місце проведення   | Місце | Результат |
| ---- | ------------------------------ | ------------------ | ----- | --------- |
| 2017 | Чемпіонат світу серед юнаків   | Найробі, Кенія     | 3     | 4.70 м    |
| 2018 | Чемпіонат світу серед юніорів  | Тампере, Фінляндія | 11    | 5.05 м    |
| 2019 | Чемпіонат Європи серед юніорів | Бурос, Швеція      | 2     | 5,31 м    |
| 2021 | Чемпіонат Європи серед молоді  | Таллінн, Естонія   | —     | NM        |